# Église Saint-Martin de Villiers-le-Mahieu
Pour les articles homonymes, voir Église Saint-Martin.
L’église Saint-Martin est une église de culte catholique romain située à Villiers-le-Mahieu dans le département des Yvelines.

## Historique
L'église est contemporaine du château de Launay.
Un mémoire des messes qu'il faut faire dire tous les ans pour ceux qui ont donné de leurs biens à l'église de céans, datant de 1787, est visible aux archives de Seine-et-Oise.

## Description
On y trouve la pierre tombale d'Antoine de Mesnil-Simon, chevalier de l'Ordre du Roi, décédé en 1584. La première cloche a été baptisée en 1762, tandis que la cloche actuelle a été bénite en 1826.